# Капино, Стефанос
Сте́фанос Капи́но (греч. Στέφανος Καπίνο; 18 марта 1994, Афины, Греция) — греческий футболист, вратарь клуба «Медзь». Выступал в сборной Греции.

## Клубная карьера
Капино начинал свою карьеру в системе любительского клуба «Аэтос», базирующейся в Коридалосе. Хотя первыми его заметили скауты «Олимпиакоса», и он даже успел два с половиной месяца потренироваться с командой, но в июне 2007 года «Панатинаикос» сумел опередить их и подписал контракт с Стефаносом, сумма трансфера составила 17 тыс. евро.
В «Пао» Капино постипенно утвердился в качестве игрока стартового состава в команде (до 18) и в команде (до 21).
17 сентября 2011 года он дебютировал в Суперлиге в матче против «Атромитоса», выйдя на замену удалённому основному вратарю команды. При этом он стал самым молодым вратарём, когда-либо выходившим на поле в составе «Панатинаикоса», в возрасте 17 лет, 6 месяцев и 9 дней.
В июле 2014 года Капино перешёл в «Майнц 05», подписав контракт до 2018 года. После года игры за «Майнц 05» Стефанос Капино вернулся в родную Грецию, заключив трехлетний контракт с «Олимпиакосом». 7 февраля 2018 года Капино подписал соглашение с клубом Чемпионшипа Английской футбольной лиги «Ноттингем Форест».
1 августа 2018 года Капино присоединился к немецкому «Вердеру», подробности сделки не разглашались. В июле 2019 года Стефанос продлил контракт с клубом.

## Международная карьера
Капино выступал за сборные Греции до 17 и до 19 лет. Он является самым молодым игроком Юношеской сборной до 17, дебютировав в 15 лет.
15 ноября 2011 года в возрасте 17 лет 241 дня Капино дебютировал в национальной сборной в товарищеском матче против сборной Румынии, став самым молодым игроком сборной Греции когда-либо игравшим за неё.

## Достижения
«Панатинаикос»
- Чемпион Греции: 2015/2016
- Обладатель Кубка Греции: 2014
- Финалист Кубка Греции: 2015/2016

## Статистика

### Клубная статистика
По состоянию на 14 апреля 2012
| Клуб             | Сезон            | Чемпионат Греции | Чемпионат Греции | Национальные кубки | Национальные кубки | Еврокубки | Еврокубки | Всего | Всего |
| Клуб             | Сезон            | Игры             | Голы             | Игры               | Голы               | Игры      | Голы      | Игры  | Голы  |
| ---------------- | ---------------- | ---------------- | ---------------- | ------------------ | ------------------ | --------- | --------- | ----- | ----- |
| Панатинаикос     | 2011/12          | 12               | 0                | —                  | —                  | —         | —         | 12    | 0     |
| Всего за карьеру | Всего за карьеру | 12               | 0                | —                  | —                  | —         | 12        | 0     |       |

### Матчи за сборную
По состоянию на 23 ноября 2018 года
| № | Дата            | Оппонент   | Счёт | Проп. голы | Соревнование              |
| - | --------------- | ---------- | ---- | ---------- | ------------------------- |
| 1 | 15 ноября 2011  | Румыния    | 1:3  | 3          | Товарищеский матч         |
| 2 | 3 июня 2014     | Нигерия    | 0:0  | —          | Товарищеский матч         |
| 3 | 16 июня 2015    | Польша     | 0:0  | —          | Товарищеский матч         |
| 4 | 13 ноября 2015  | Люксембург | 0:1  | 1          | Товарищеский матч         |
| 5 | 29 марта 2016   | Исландия   | 2:3  | 3          | Товарищеский матч         |
| 6 | 4 июня 2016     | Австралия  | 0:1  | 1          | Товарищеский матч         |
| 7 | 7 июня 2016     | Австралия  | 2:1  | 1          | Товарищеский матч         |
| 8 | 1 сентября 2016 | Нидерланды | 2:1  | 0          | Товарищеский матч         |
| 9 | 25 марта 2017   | Бельгия    | 1:1  | 1          | Отборочный турнир ЧМ-2018 |

Итого: сыграно матчей: 9 / пропущено голов: 10; победы: 2, ничьи: 3, поражения: 4.